# 1950年オーストラリア選手権 (テニス)
1950年 オーストラリア選手権（1950ねんオーストラリアせんしゅけん、1950 Australian Championships）に関する記事。オーストラリア・メルボルン市内にある「クーヨン・テニスクラブ」にて開催。

## 大会の流れ
- 男子シングルス・女子シングルスとも「32名」の選手による5回戦制で行われ、シード選手は8名であった。

## シード選手

### 男子シングルス
1. ヤロスラフ・ドロブニー　（2回戦）
2. エリック・スタージェス　（ベスト4）
3. ジョン・ブロムウィッチ　（ベスト8）
4. ビル・シッドウェル　（ベスト4）
5. フランク・セッジマン　（優勝、大会2連覇）
6. ジョージ・ワーシントン　（ベスト8）
7. コリン・ロング　（ベスト8）
8. メルビン・ローズ　（ベスト8）

### 女子シングルス
1. ルイーズ・ブラフ　（初優勝）
2. ドリス・ハート　（準優勝）
3. ナンシー・ウィン・ボルトン　（ベスト4）
4. ジョイス・フィッチ　（ベスト4）
5. テルマ・コイン・ロング　（ベスト8）
6. メアリー・ベヴィス・ホートン　（ベスト8）
7. ネル・ホール・ホップマン　（ベスト8）
8. エズミ・アシュフォード　（2回戦）

## 大会経過

### 男子シングルス
準々決勝
- ケン・マグレガー vs.  ジョージ・ワーシントン　6-3, 8-6, 6-1
- ビル・シッドウェル vs.  コリン・ロング　7-5, 7-5, 7-5
- フランク・セッジマン vs.  ジョン・ブロムウィッチ　5-7, 6-3, 6-4, 6-1
- エリック・スタージェス vs.  メルビン・ローズ　7-5, 6-4, 6-1

準決勝
- ケン・マグレガー vs.  ビル・シッドウェル　7-5, 9-7, 6-3
- フランク・セッジマン vs.  エリック・スタージェス　6-2, 6-3, 6-8, 4-6, 6-4

### 女子シングルス
準々決勝
- ルイーズ・ブラフ vs.  サディー・ニューカム　6-2, 6-2
- ジョイス・フィッチ vs.  テルマ・コイン・ロング　7-5, 0-6, 6-4
- ナンシー・ウィン・ボルトン vs.  メアリー・ベヴィス・ホートン　6-0, 6-2
- ドリス・ハート vs.  ネル・ホール・ホップマン　6-0, 6-1

準決勝
- ルイーズ・ブラフ vs.  ジョイス・フィッチ　6-4, 6-4
- ドリス・ハート vs.  ナンシー・ウィン・ボルトン　6-2, 6-3

## 決勝戦の結果
- 男子シングルス： フランク・セッジマン vs.  ケン・マグレガー　6-3, 6-4, 4-6, 6-1
- 女子シングルス： ルイーズ・ブラフ vs.  ドリス・ハート　6-4, 3-6, 6-4
- 男子ダブルス： エイドリアン・クイスト＆ ジョン・ブロムウィッチ vs.  エリック・スタージェス＆ ヤロスラフ・ドロブニー　6-3, 5-7, 4-6, 6-3, 8-6
- 女子ダブルス： ルイーズ・ブラフ＆ ドリス・ハート vs.  ナンシー・ウィン・ボルトン＆ テルマ・コイン・ロング　6-3, 2-6, 6-3
- 混合ダブルス： フランク・セッジマン＆ ドリス・ハート vs.  エリック・スタージェス＆ ジョイス・フィッチ　8-6, 6-4